# Kódbeszélő

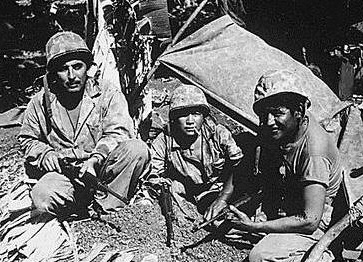
Navahó kódbeszélők (középen Chester Nez), Saipan szigetén 1944 júniusában

Kódbeszélők (angolul code talker) az USA hadseregében szolgáló, főleg indián származású híradó katonák voltak, akik az angol parancsokat, üzeneteket a saját anyanyelvükre fordítva továbbították, amit az ellenség képtelen volt megfejteni. A rádión vagy telefonon továbbított üzeneteknél mindig fennáll az ellenséges lehallgatás veszélye, ezért fontos azok rejtjelezése. A harctéri körülmények között a rejtjelezés azonban sokszor nehezen megoldható, így az élőszóban átadott üzeneteknek számos előnye van.
Fontos körülmény az is, hogy egy ismeretlen természetes nyelv megfejtése sokkal nehezebb feladat, mint egy ismert nyelvet kódoló rejtjelező algoritmusé.
A kódbeszélők legismertebb és legnagyobb számú csoportja a csendes-óceáni hadszíntéren harcoló navahó indiánok voltak. Kódbeszélőket azonban több más konfliktus során is bevetett az USA hadserege: csaktó törzsbeli indiánokat az első világháborúban, komancsokat a második világháború során, és navahókat a II. világháborúban, a koreai háborúban és még a vietnámi háború elején is.
Érdekesség, hogy nem kizárólag indiánok szolgáltak kódbeszélőkként: nagyon kevesen ugyan, de a II. világháborúban baszk származású katonák is ellátták ezt a feladatot.

## I. világháború
A kódbeszélők története az első világháború végén kezdődik, amikor egy bizonyos Lawrence százados véletlenül felfigyelt arra, hogy két, indián származású katonája, Solomon Louis és Mitchell Bobb csaktó nyelven társalog. Megszületett az ötlet, és Lawrence összegyűjtötte a zászlóaljban szolgáló mind a 8 csaktó katonát. Később már a 36. gyalogsági hadosztály 14 csaktó katonáját képezték ki arra, hogy a híradófeladatokat a saját nyelvükön lássák el. A kódbeszélők, az Amerikai Expedíciós Hadtest soraiban szerepet kaptak a Meuse-Argonne-i hadjárat csatáiban, amely a háború utolsó nagyszabású német offenzívája volt.

## II. világháború és utána

### Európai hadszíntér: komancs kódbeszélők

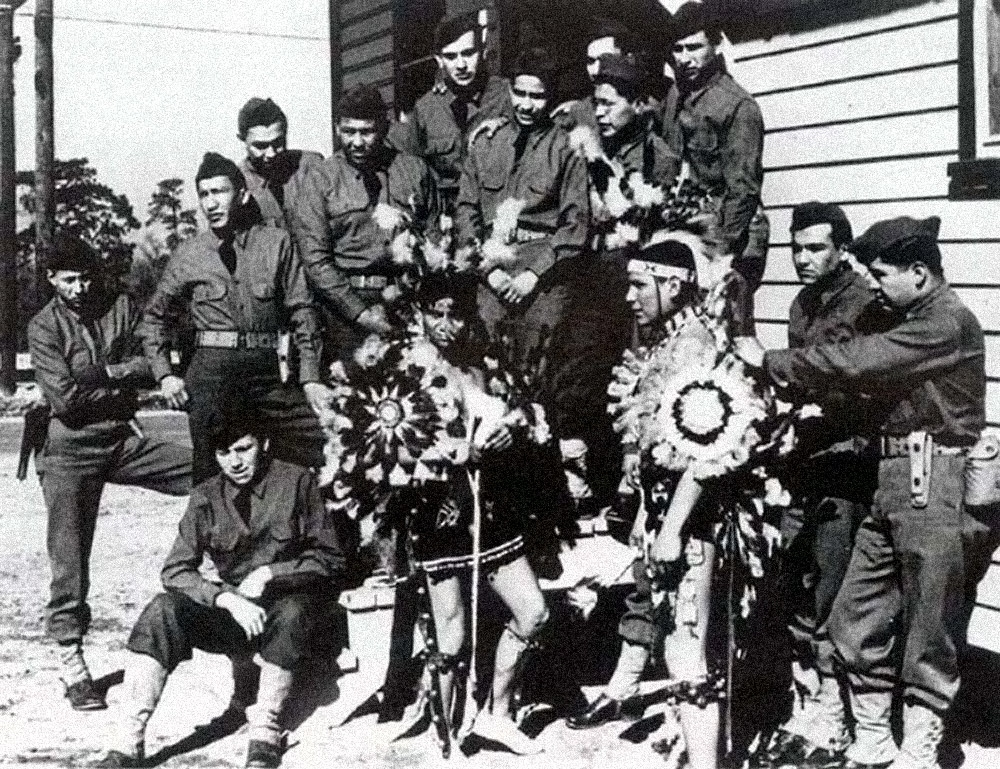
A 4. híradószázad komancs kódbeszélői

A német katonai vezetés tudott az I. világháborús indián kódbeszélőkről, ezért a II. világháború előtt 30 "néprajzkutatót" küldtek az Egyesült Államokba, hogy az indián nyelveket tanulmányozzák. A sokféle, addig nem kutatott és többségében még ábécével sem rendelkező nyelv és nyelvjárás megismerése azonban túl nagy feladatnak bizonyult, és a munkának nem született értékelhető eredménye.
Annyit azonban elértek a németek, hogy az amerikai katonai vezetés (akik tudtak a német kutatók tevékenységéről) nem, illetve csak kis mértékben, taktikai szerepben alkalmazott kódbeszélőket az európai hadszíntéren.
A 4. híradószázad állományában 14 komancs kódbeszélő vett részt a Normandiai partraszállásban és az azt követő harcokban a 4. gyalogsági hadosztály kötelékébe beosztva. Többen közülük megsebesültek a harcokban.
Mivel a komancs nyelvben nem voltak a modern hadviselés eszközeit leíró szavak, a katonák egy kb. 100 kifejezést tartalmazó szótárat állítottak össze, amely az egyes fogalmakat és a megfelelő komancs kifejezéseket szabványosította (például tank – teknősbéka, bombázó – terhes repülő, géppuska – varrógép, Adolf Hitler – bolond fehér ember stb.)

### Meskwaki indiánok az észak-afrikai hadszíntéren
1941 januárjában 27 Iowa állambeli meskwaki indián vonult be együtt az Egyesült Államok hadseregébe (az állam meskwaki népességének 16%-a). Többen közülük az észak-afrikai hadszíntéren szolgáltak kódbeszélőkként. A történetüket Frank Sanache beszámolójából ismerjük, 
aki szerint a háború során 18 indián törzs adott kódbeszélőket a hadseregnek, a legtöbbet (420) a navahók. Az észak-afrikai hadszíntéren a kódbeszélők főleg előretolt megfigyelőkként dolgoztak, 5 km-re az arcvonal előtt. Sanache 1943-ban Tunéziában német fogságba került, és 29 hónapot töltött egy lengyelországi hadifogolytáborban, amíg a szövetségesek ki nem szabadították.

### Baszk kódbeszélők
1942 májusában Frank D. Carranza százados 60 baszk származású amerikai tengerészgyalogost gyűjtött össze San Franciscóban, és javasolta, hogy alakítsanak belőlük kódbeszélő egységet. Felettesei azonban nem igazán lelkesedtek az ötletért, mivel a baszk nyelvet kevésbé tartották biztonságosnak. A háború alatt a hirosimai jezsuita misszión 35 baszk szerzetes szolgált, további kisebb baszk közösségek éltek a japánok által megszállt Fülöp-szigeteken és Kinában. Az aggodalmak ellenére mégis sor került a baszk kódbeszélők bevetésére, Hawaii-n és Ausztráliában, valamint szerepet kaptak a Salamon-szigetek körüli harcokban is. A guadalcanali hadjárat során ők továbbították a támadás napját kijelölő parancsot.
A háború későbbi szakaszában a baszk kódbeszélőket fokozatosan navahók váltották fel.

### Navahók
A navahó nyelv használatát Phillip Johnston javasolta, aki egyike volt azon 28 fehér amerikainak, aki ismerte a nyelvet. Johnston egy misszionárius fiaként egy navahó rezervátumban nőtt fel a század elején, és gyermekkora óta jól beszélte a nyelvet. Hallott az amerikai hadseregben szolgáló komancs kódbeszélőkről, és ekkor támadt az ötlete, hogy a navahó, mint az egyik legnépesebb, de írásbeliséggel nem rendelkező törzs nyelve különösen alkalmas lehet a feladatra.
Az amerikai tengerészgyalogság lelkesen támogatta Johnston javaslatát, és rögtön 200 kódbeszélőt igényeltek, de kezdetben csak 30 alkalmas személyt sikerült találni. A navahó kód első verzióját angol nyelvű üzenetek továbbítására használták úgy, hogy minden egyes angol betűnek megfeleltettek navahó szavakat, és a kódbeszélőnek ezekkel a szavakkal kellett mondatokat alkotnia. Mivel a gyakorlatban ez túlságosan időigényesnek bizonyult, a navahók is visszatértek a komancsok módszeréhez, és "helyettesítő kifejezéseket" használtak. Az üzeneteket nem fordították le azonban navahóra, hanem kitaláltak egy meglehetősen bonyolult rendszert, amelyben az angol katonai szavak, fogalmak mindegyikének megfeleltettek egy navahó szót. A megfelelő szó állt ugyan valamilyen logikai kapcsolatban az angol kifejezéssel a memorizálást megkönnyítendő (például kézigránát – krumpli), de nem annak fordítása volt. Így a kódba be nem avatott navahó beszélő számára az üzenetek szavak értelmetlen, nyelvtanilag helytelen sorozatának tűntek. A kód tökéletesítésére és a tapasztalatok megvitatására még egy kódbeszélő-konferenciát is szerveztek a háború alatt, ahol minden hadosztály kódbeszélőit egy-egy katona képviselte.
A navahó kódbeszélő-program olyan sikeresnek bizonyult, hogy használták a koreai háború során is. A program nem sokkal a vietnámi háború kitörése után ért véget.
A japánok soha nem tudták megfejteni a navahó kódot, bár sejtették, hogy indián nyelvről van szó. Hosszasan kínvallatták Joe Kieyoomia navahó amerikai őrmestert, aki 1942-ben a Fülöp-szigetek elvesztésekor került japán fogságba. Kieyoomia azonban, aki nem vett részt a kódbeszélő programban, maga sem értette az üzeneteket, és bár sejtette miről lehet szó, nem árult el semmit a japánoknak. Az őrmestert többször brutálisan megkínozták, ő azonban a csodával határos módon túlélte a kínzásokat. Ha Kieyoomia együttműködött volna a japánokkal, vagy ők okosabban vallatják, könnyen lehet, hogy megfejtik a kódot, hiszen a nyelv ismeretében a kb. 100-200 helyettesítő kifejezés már kitalálható lett volna. Kérdés azonban, hogy a japánok ebben az esetben ki tudtak volna-e képezni elegendő számú lehallgatót – az amerikaiak minden valószínűség szerint szükség esetén viszonylag hamar át tudtak volna váltani egy másik, navahóval nem rokon indián nyelvre.

## Természetes nyelvek használata rejtjelezésre
Az amerikai indián nyelvek használatának több, kézenfekvő előnye volt: anyanyelvi (sőt, bármilyen szintű) beszélői a nyelveknek csak az Egyesült Államokban éltek, a nyelvek máshol szinte teljesen ismeretlenek voltak, és írásbeliséggel sem rendelkeztek. A nyelvek beszélői lojális amerikaiak voltak (szemben a Spanyolországban élő baszk közösséggel). Általánosságban igaz, hogy egy ismeretlen emberi nyelv "megfejtése" sokkal nehezebb, mint egy matematikai algoritmuson alapuló rejtjelező algoritmusé, ahol még a kódolni kívánt nyelv is ismert. További előny, hogy az indián nyelvek nyelvtana és hangzásvilága jelentősen különbözik minden más emberi nyelvtől, rokon nyelveik az amerikai kontinensen kívül nincsenek. A "helyettesítő kifejezések" további védelmet biztosítottak a lehallgatás ellen: az üzeneteket még egy anyanyelvi, de be nem avatott személy sem értette volna meg. Az ellenség beavatkozása, hamis, megtévesztő üzenetek küldése ellen az adott védelmet, hogy minden kódbeszélő anyanyelvi szinten használta a nyelvet, és azonnal "kiszúrtak" volna egy navahó nyelven tanult, ellenséges katonától származó adást. Megtévesztő, angol nyelvű rádióüzeneteket gyakran használtak a japánok élőszavas, kódolatlan rádióforgalomban, például amerikai repülő-kötelékek zavarására. Mivel az amerikai hadseregben szép számmal harcoltak első- vagy második generációs bevándorlók, így kiejtés alapján nem mindig volt egyértelmű a beszélő hovatartozása.
Az amerikai kódbeszélőkhöz hasonló szerepkörben az Egyesült Királyság is bevetett walesi anyanyelvű katonákat a II. világháború során, azonban szervezett program náluk erre nem létezett, és a kódbeszélők száma is nagyon csekély volt.
Érdekesség, hogy kevésbé fontos üzeneteket még a közelmúltban, a délszláv háború során is továbbítottak walesi nyelven a brit békefenntartó csapatok.

## Kitüntetések, elismerések
Mivel a program 1968-ig szigorúan titkos volt, a részt vevő katonák semmiféle hivatalos elismerésben nem részesültek. 1982-ben Reagan elnök hivatalosan is köszönetet mondott a katonáknak, és augusztus 14-ét a "navahó kódbeszélők napjának" nyilvánította. 
A francia kormány 1989-ben a Francia Nemzeti Érdemrend lovagi fokozatát adományozta a komancs kódbeszélőknek.
2000. december 21-én az amerikai kongresszus és Bill Clinton elnök 29 egykori navahó kódbeszélőt kongresszusi aranyéremmel tüntetett ki, 2001-ben pedig George W. Bush elnök személyesen tüntette ki a még életben lévő 5 navahó kódbeszélőt.
A második világháború legutolsó navahó kódbeszélője, Chester Nez, 2014. június 4-én hunyt el.

## Filmek, feldolgozások
A 2002-es Windtalkers (magyar fordításban: A fegyverek szava) c. film navahó kódbeszélők történetén alapszik. A film kritikát kapott azért, mert a fő szerepeket nem a kódbeszélők, hanem az őket kísérő "testőr" katonák kapták, így a kódbeszélők története gyakorlatilag mellékszál. Kritikák érték az indián szereplők sablonos bemutatása miatt is. A film alapötletéül az a történet szolgált, hogy minden kódbeszélő mellé egy tapasztalt "testőr" katonát rendeltek, akinek minden áron meg kellett akadályoznia, hogy védence japán fogságba essen – akár a kódbeszélő megölése árán is. Az amerikai hadsereg tagadja, hogy ilyen parancsot adtak volna ki, bár ilyen parancs valószínűleg létezett. Kódbeszélők estek fogságba a háború során.

## Fordítás
- Ez a szócikk részben vagy egészben  a   Code talker című angol Wikipédia-szócikk fordításán alapul.  Az eredeti cikk szerkesztőit annak laptörténete sorolja fel. Ez a jelzés csupán a megfogalmazás eredetét és a szerzői jogokat jelzi, nem szolgál a cikkben szereplő információk forrásmegjelöléseként.